# Evaristo de Miranda
Evaristo Eduardo de Miranda ComRB CavMM (São Paulo, 17 de julho de 1952) é um professor, acadêmico, ecólogo, engenheiro agrícola, escritor e pesquisador brasileiro da Embrapa que atua na área do meio ambiente.

## Carreira
Iniciou sua carreira como escritor sobre temas de humanidade com a publicação dos livros "Água, Sopro e Luz" (1995), "Agora e na Hora" (1996), "Corpo Território do Sagrado" (2000) e "Sábios Fariseus" (2001), traduzidos na Itália e na França. Mais recentemente, publicou "O Íntimo e o Infinito", "300 razões para batizar", "Vai entender esses católicos", "Bíblia – história, curiosidades e contradições" e "O Senhor Bom Jesus de Monte Alegre do Sul". Dentre seus livros da área de ecologia e agricultura, destacam-se "Tons de Verde: a sustentabilidade da agricultura no Brasil (2018), "Agricultura no Brasil no Século XXI" (2013), "A Arte do Olhar - Mata Atlântica", "Jaguar" (2010), "Jardins Botânicos do Brasil" (2009), "O Descobrimento da Biodiversidade" (2004) e "Natureza, conservação e cultura" (2003).
Sua produção científica e literária é polivalente, aborda temas como a fauna selvagem e doméstica; os ecossistemas brasileiros e sua história; a cartografia e o monitoramento da vegetação e do meio ambiente por satélite, voltados para a gestão territorial da agricultura. Trata também de temas filosóficos e de espiritualidade. É diretor do Instituto Ciência e Fé de Curitiba.
Em 1988, Evaristo foi admitido pelo presidente José Sarney⁣ a ⁣Ordem de Rio Branco no grau de Oficial. Em 1998, Evaristo foi admitido pelo presidente Fernando Henrique Cardoso⁣ a ⁣Ordem do Mérito Militar no grau de Cavaleiro especial.
Por oito anos, apresentou um quadro no programa semanal Caminhos da Roça da EPTV-Globo e é comentarista de agrocultura na Rede Bandeirantes de Rádio e Televisão e no jornal da TV Século XXI. Publica regularmente em jornais e revistas como National Geographic, ECO 21, AgroDBO, Jornal da Universidade, A Tribuna, Agroanalysis, Terra da Gente, O Estado de S. Paulo.... É colunista da Revista Oeste e da Fundação Mauricio Grabois.
Como servidor público e técnico, Evaristo de Miranda foi indicado pelo Ministério da Agricultura para participar de três equipes de transição presidencial: de José Sarney para Fernando Collor; de Fernando Henrique Cardoso para Luiz Inácio Lula da Silva e de Michel Temer para Jair Bolsonaro. Foi apontado como o "guru ambiental do governo". Foi citado em março de 2021 na Revista Piauí como "o ideólogo da política ambiental de Bolsonaro".
Em 2021, foi agraciado com o Troféu Deusa Ceres, como Engenheiro Agrônomo do Ano, pela AEASP.
Evaristo se aposentou da Embrapa no final de 2022.

## Publicações
- Tons de Verde (2017)[30]
- A Geografia da Pele (2015)[31]
- Agricultura no Brasil do Século XXI (2013)[32]
- Jardins Botânicos do Brasil (2009)[33]
- Guia de Curiosidades Católicas (2007)[34]
- Natureza, Conservação e Cultura (2003)[35]

## Prêmios e homenagens
- Prêmio CNA Agro Brasil Pesquisa (2018)[36]
- Prêmio ABC - Personalidade do ano em Ensino e Pesquisa (2017)[37]
- Prêmio Construtores da Internet.br – 25 Anos Internet.br da Rede Nacional de Ensino e Pesquisa (RNP) (2017)
- Prêmio Mérito Agropecuário, Câmara dos Deputados - Congresso Nacional (2014)[38]
- Prêmio Abril de Jornalismo: Categoria Ciência, Editora Abril (2008)[39]